# 梅塔莫拉鎮區 (密歇根州)
梅塔莫拉鎮區（英語：Metamora Township）是位於美國密歇根州拉皮爾縣的一個行政鎮區。

## 地方資料
梅塔莫拉鎮區的面積為91.50平方千米，當中陸地面積為90.10平方千米，而水域面積為1.40平方千米。根據2020年美國人口普查的數據，當地共有人口4368人，而人口密度為每平方千米47.74人。